# Louth (County Louth)
Louth (irisch Lú, nach der keltischen Gottheit Lugh) ist eine Ortschaft im County Louth in Irland. Bei der Volkszählung 2022 wurden für die Ortschaft 717 Einwohner festgestellt. Die Ortschaft soll Namensgeberin für das County Louth sein.

## Lage
Louth liegt etwa elf Kilometer südwestlich von Dundalk. Die R171 durchquert Louth von Tallanstown kommend nach Knockbridge und Dundalk.

## Geschichte
Der Heilige Mochta (gestorben 535 oder 537), der letzte überlebende Schüler des Heiligen Patrick von Irland, gründete hier im 6. Jahrhundert ein Kloster. Als Relikt ist St. Mochta’s House erhalten, das im 12. Jahrhundert entstand. Umgebend finden sich Reste der Priorei von St. Mary aus dem 13. Jahrhundert.
Nahe der Siedlung findet sich die Motte „Fairy Mound“.
1892 wurde die katholische Kirche der Unbefleckten Empfängnis errichtet, die 2003 beinahe abbrannte.
Das Bistum Lugmad (Diözese Louth) ist im Mittelalter untergegangen. 1970 wurde das Titularbistum Lugmad begründet.

## Bildergalerie

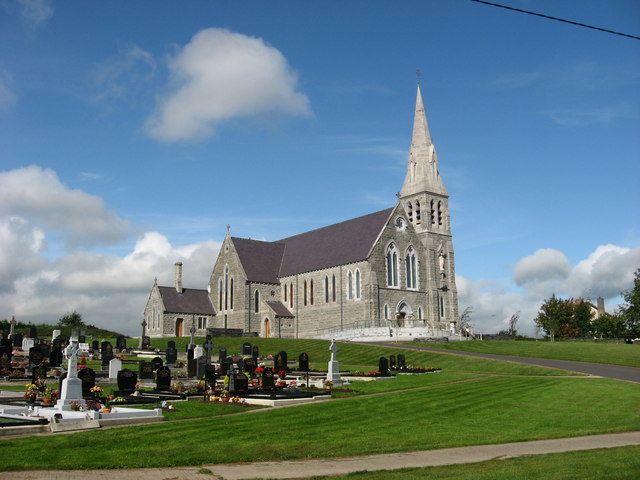
Römisch-katholische Kirche der Unbefleckten Empfängnis
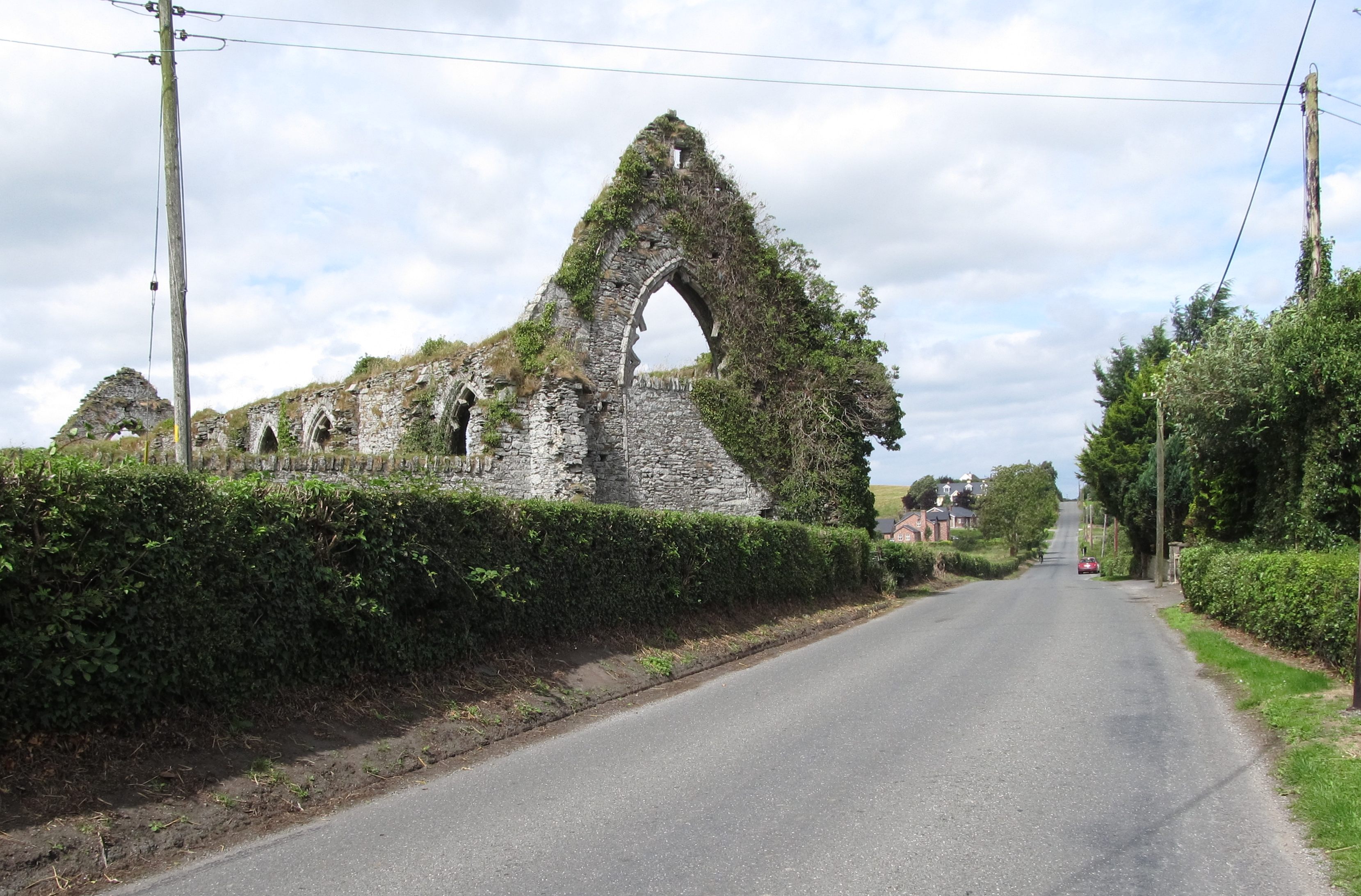
Reste der alten Priorei
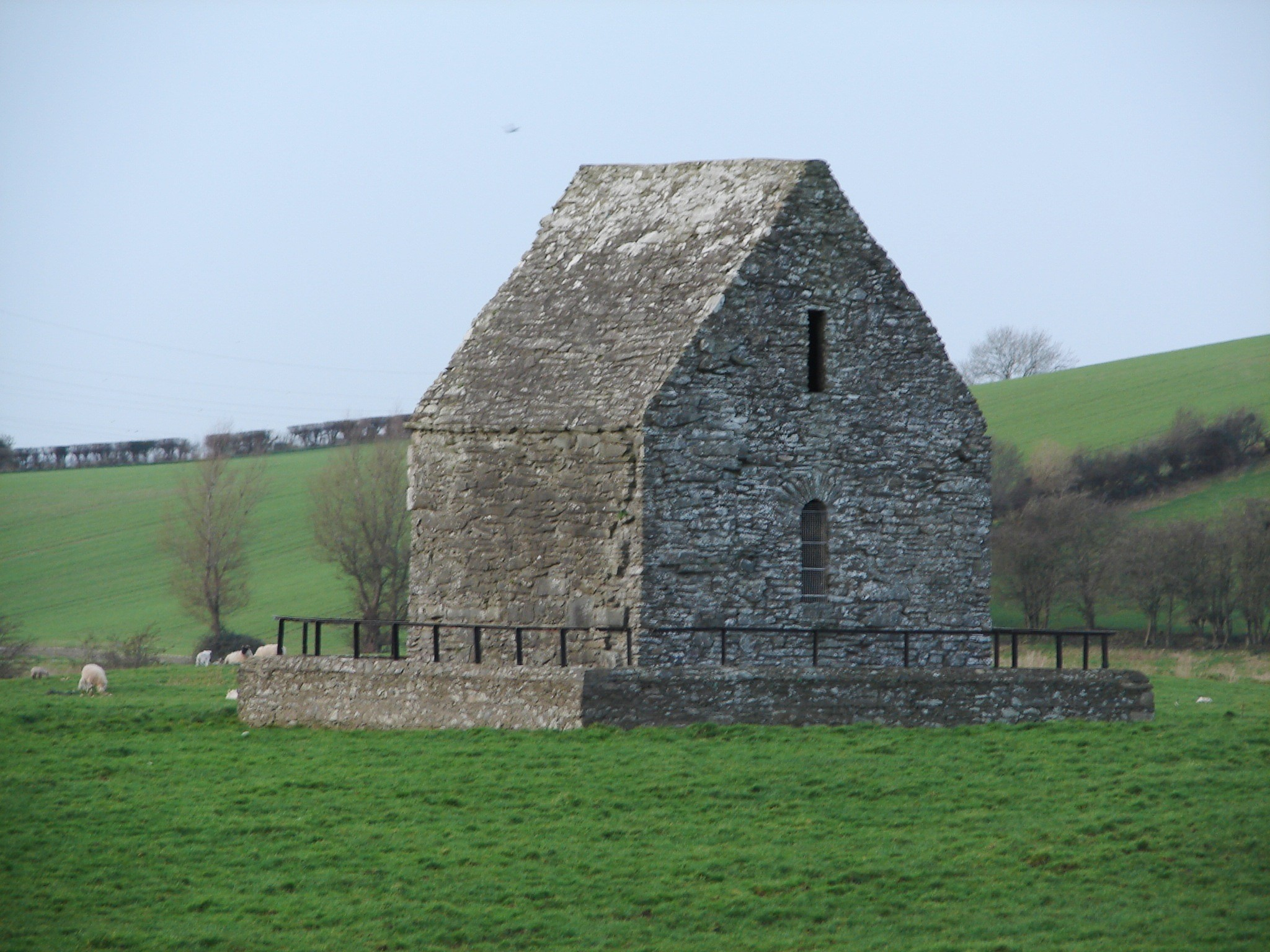
St. Mochta’s House

## Persönlichkeiten
- Donatus Ó Fidabra (Lebensdaten im 13. Jahrhundert), Bischof von Clogher, Erzbischof von Armagh
- Edward Filgate (1915–2017), Politiker der Fianna Fáil
- Rhona Barry (* 1968), Sportschützin, Teilnehmerin an den Olympischen Sommerspielen 1996

## Trivia
Nach dem Ort ist der Marskrater Louth im Mare Boreum benannt.